# FliT (banda)
FliT (em ucraniano:  Фліт) é uma banda ucraniana de punk rock, formada em 2001 na cidade de Ivano - Frankivsk.
Influenciado pelo punk do SoCal, o FliT criou sua própria marca de música e cultivou muitos seguidores, lançando três álbuns, viajando pela Europa e tocando em vários festivais. Eles mesmos chamam sua direção musical de "punk rock inteligente".

## Os membros activos da banda
- Volodymyr Novikov (voz, guitarra)
- Ihor Ozarko (percussão)
- Andrіy Dragushchak (guitarra baixa, voz)
- Vitaliy Belyakov (voz)

## Discografia

### Álbuns de estúdio
- 2004 - Svit takyi (O Mundo é assim)
- 2006 - Zanykai (Esconde isso)
- 2009 - Odnoznachno (Simplesmente)
- 2013 - Вихід є! / Vykhid Ye! (Solution exists! [Literally: Way out exists!])
- 2018 - Walking in Circles Re-release (Andando em círculos)

### Álbuns ao vivo
- 2007 VIDEO DVD Концерт в Івано-Франківську Live
- 2010 VIDEO DVD Concerto acústico Live

### Reproduções estendidas
- 2019 - Raptom (De repente)
- 2019 - Just Go

### Singles
- 2008 - Layu sebe (Insulto me)
- 2010 - Shukay i znaydy (Pesquise e encontre)
- 2016 - Vse navpaky (Toda a volta)
- 2018 - New York Symphony
- 2019 - Smugi (Listras)